# Dự án Z
Dự án Z (còn gọi là dự án máy bay ném bom Z) là một dự án quân sự của Đế quốc Nhật Bản, tương tự như dự án máy bay ném bom Amerika của Đức, thiết kế một máy bay ném bom liên lục địa có khả năng bay tới Bắc Mỹ.

## Thiết kế
Máy bay Z có sáu động cơ công suất 5.000 mã lực mỗi chiếc. Công ty Nakajima nhanh chóng bắt đầu phát triển động cơ cho máy bay, và đề nghị tăng gấp đôi động cơ HA-44 (động cơ mạnh mẽ nhất hiện có tại Nhật Bản) vào một động cơ 36 xi-lanh.
Thiết kế đã được trình bày cho Quân đội Hoàng gia Nhật Bản, bao gồm: Nakajima G10N, Kawasaki Ki-91 và Nakajima G5N. Ngoại trừ Nakajima G5N được phát triển ngoài các mẫu thử nghiệm (6 chiếc), cuối chiến tranh, dự án Z và các dự án ném bom hạng nặng khác đã bị hủy bỏ.